# چارلز دبلیو. فولتن
چارلز ویلیام فولتن (به انگلیسی: Charles William Fulton) سناتور سابق عضو حزب جمهوری‌خواه ایالات متحده آمریکا بود. وی در سال ۱۹۰۳ تا ۱۹۰۹ میلادی سناتور ایالت اورگن در سنای ایالات متحده آمریکا بود.